# Dorothy Percy, contessa di Northumberland
Dorothy Percy, contessa di Northumberland, nata Dorothy Devereux, (1564 – 3 agosto 1619), è stata una nobildonna inglese.

## Biografia
Era la figlia di Walter Devereux, I conte di Essex, e di sua moglie, Lettice Knollys, una dama di compagnia della regina Elisabetta I d'Inghilterra. I suoi nonni paterni erano Sir Richard Devereux e Dorothy Hastings. I suoi nonni materni erano Sir Francis Knollys e Lady Catherine Carey, figlia di Maria Bolena, lei stessa sorella di Anna Bolena.
Nel settembre 1576, il padre di Dorothy morì a Dublino. Due anni dopo, la madre sposò in segreto, il favorito della regina Elisabetta, Robert Dudley, conte di Leicester, provocando così l'ira della regina, che la bandì da corte. Da questa unione nacque, nel 1581, un figlio Robert, barone Denbigh. Il ragazzo morì all'età di tre anni. Nel 1589, undici mesi dopo la morte di Leicester, sua madre sposò Sir Christopher Blount, che era più giovane di lei di tredici. Il 25 febbraio 1601 il fratello Robert fu decapitato presso la Torre di Londra per tradimento.

## Matrimoni

### Primo Matrimonio
Sposò, nel luglio 1583 a Broxbourne, Sir Thomas Perrott, figlio di John Perrot. C'erano voci che sostenevano che John Perrot fosse il figlio illegittimo di Enrico VIII e dalla sua amante Mary Berkeley. Ebbero tre figlie: 
- Penelope Perrott, sposò in prime nozze William Lowrey, non ebbero figli, sposò in seconde nozze Sir Robert Naunton, ebbero una figlia;
- Dorothy Perrott, sposò James Perrott di Wallingford, ebbero due figli;
- Elizabeth Perrott;

### Secondo Matrimonio
Nel 1594 sposò Henry Percy, IX conte di Northumberland, ma il matrimonio non fu felice. Ebbero quattro figli:
- Dorothy (1598-20 agosto 1659), sposò Robert Sidney, II conte di Leicester, ebbero sei figli;
- Lucy (1600-5 novembre 1660), sposò James Hay, I conte di Carlisle, ebbero un figlio;
- Algernon (29 settembre 1602-13 ottobre 1668), sposò in prime nozze Anne Cecil ed ebbero cinque figlie, sposò in seconde nozze Lady Elizabeth Howard ed ebbero un figlio;
- Henry Percy, Lord di Alnwick (1604-aprile 1659).

Attraverso sua figlia Dorothy, è una antenata di Diana, principessa del Galles. 

## Morte
Morì il 3 agosto 1619.

## Ascendenza
|                                   |                |                                        | Genitori                                 |  |  | Nonni |  |  | Bisnonni                             |  |  | Trisnonni                                    |  |
|                                   |                |                                        |                                          |  |  |       |  |  | Walter Devereux, I visconte Hereford |  |  | John Devereux, IX barone Ferrers di Chartley |  |
|                                   |                |                                        |                                          |  |  |       |  |  | Walter Devereux, I visconte Hereford |  |  | John Devereux, IX barone Ferrers di Chartley |  |
|                                   |                | Cecily Bourchier                       |                                          |  |  |       |  |  | Walter Devereux, I visconte Hereford |  |  |                                              |  |
| Richard Devereux                  |                |                                        |                                          |  |  |       |  |  | Walter Devereux, I visconte Hereford |  |  |                                              |  |
|                                   |                | Mary Grey                              | Thomas Grey, I marchese di Dorset        |  |  |       |  |  |                                      |  |  |                                              |  |
|                                   |                | Mary Grey                              | Thomas Grey, I marchese di Dorset        |  |  |       |  |  |                                      |  |  |                                              |  |
|                                   |                | Mary Grey                              | Cecily Bonville, VII baronessa Harington |  |  |       |  |  |                                      |  |  |                                              |  |
| Walter Devereux, I conte di Essex |                | Mary Grey                              |                                          |  |  |       |  |  |                                      |  |  |                                              |  |
|                                   |                | George Hastings, I conte di Huntingdon | Edward Hastings, II barone Hastings      |  |  |       |  |  |                                      |  |  |                                              |  |
|                                   |                | George Hastings, I conte di Huntingdon | Edward Hastings, II barone Hastings      |  |  |       |  |  |                                      |  |  |                                              |  |
|                                   |                | George Hastings, I conte di Huntingdon | Mary Hungerford                          |  |  |       |  |  |                                      |  |  |                                              |  |
| Dorothea Hastings                 |                | George Hastings, I conte di Huntingdon |                                          |  |  |       |  |  |                                      |  |  |                                              |  |
|                                   |                | Anne Stafford                          | Henry Stafford, II duca di Buckingham    |  |  |       |  |  |                                      |  |  |                                              |  |
|                                   |                | Anne Stafford                          | Henry Stafford, II duca di Buckingham    |  |  |       |  |  |                                      |  |  |                                              |  |
|                                   |                | Anne Stafford                          | Catherine Woodville                      |  |  |       |  |  |                                      |  |  |                                              |  |
| Dorothy Devereux                  |                | Anne Stafford                          |                                          |  |  |       |  |  |                                      |  |  |                                              |  |
|                                   | Robert Knollys | Robert Knollys                         |                                          |  |  |       |  |  |                                      |  |  |                                              |  |
|                                   | Robert Knollys | Robert Knollys                         |                                          |  |  |       |  |  |                                      |  |  |                                              |  |
|                                   | Robert Knollys | Elizabeth Troutbeck                    |                                          |  |  |       |  |  |                                      |  |  |                                              |  |
| Francis Knollys                   | Robert Knollys |                                        |                                          |  |  |       |  |  |                                      |  |  |                                              |  |
|                                   |                | Lettice Penystone                      | Thomas Penystone                         |  |  |       |  |  |                                      |  |  |                                              |  |
|                                   |                | Lettice Penystone                      | Thomas Penystone                         |  |  |       |  |  |                                      |  |  |                                              |  |
|                                   |                | Lettice Penystone                      | Alice Bulstrode                          |  |  |       |  |  |                                      |  |  |                                              |  |
| Lettice Knollys                   |                | Lettice Penystone                      |                                          |  |  |       |  |  |                                      |  |  |                                              |  |
|                                   |                | William Carey                          | Thomas Carey                             |  |  |       |  |  |                                      |  |  |                                              |  |
|                                   |                | William Carey                          | Thomas Carey                             |  |  |       |  |  |                                      |  |  |                                              |  |
|                                   |                | William Carey                          | Margaret Spencer                         |  |  |       |  |  |                                      |  |  |                                              |  |
| Catherine Carey                   |                | William Carey                          |                                          |  |  |       |  |  |                                      |  |  |                                              |  |
|                                   |                | Mary Boleyn                            | Thomas Boleyn, I conte del Wiltshire     |  |  |       |  |  |                                      |  |  |                                              |  |
|                                   |                | Mary Boleyn                            | Thomas Boleyn, I conte del Wiltshire     |  |  |       |  |  |                                      |  |  |                                              |  |
|                                   |                | Mary Boleyn                            | Elizabeth Howard                         |  |  |       |  |  |                                      |  |  |                                              |  |
|                                   |                | Mary Boleyn                            |                                          |  |  |       |  |  |                                      |  |  |                                              |  |